# Pachystachys
A Pachystachys az ajakosvirágúak (Lamiales) rendjébe és a medvekörömfélék (Acanthaceae) családjába tartozó nemzetség.

## Rendszerezés
A nemzetségbe az alábbi 12 faj tartozik:
- Pachystachys badiospica Wassh.
- vérvörös őrségvirág (Pachystachys coccinea) (Aubl.) Nees
- Pachystachys fosteri Wassh.
- Pachystachys incarnata Wassh.
- Pachystachys killipii Wassh.
- Pachystachys longibracteata Wassh.
- Pachystachys lutea Nees
- Pachystachys ossolae Wassh.
- Pachystachys puberula Wassh.
- Pachystachys rosea Wassh.
- Pachystachys schunkei Wassh.
- Pachystachys spicata (Ruiz & Pav.) Wassh. - típusfaj